# Volmar Sylvander
Gustaf Volmar Sylvander, född 25 januari 1816 i Karlshamn, död 29 maj 1882 i Kalmar, var en svensk historiker och skolman. Han skrev Kalmar slotts och stads historia i fem band, vars första del kom ut 1864.
Sylvander blev student vid Lunds universitet 1836, filosofie kandidat 1842 och filosofie magister 1843. År 1843 fick han tjänst som lärare vid Kalmar läroverk och befordrades 1847 till ordinarie lärare och förordnades 1849 att förestå filosofiska institutionen. Samma år gav han ut avhandlingen De situ Bircæ oppidi antiqui, vilket resulterade i ett lektorat i historia. År 1851 publicerad han en avhandling om Andreas Rydelius för lektoratet i filosofi. På grund av försvagad hörsel var han länge tjänstledig och avgick slutligen med pension 1867.
Under sommaren 1848 verkställde han, på uppdrag av Vitterhetsakademien, utgrävningar och undersökningar om gamla Kalmar stads läge på Björkenäs, norr om den nuvarande staden. Resultatet blev en rapport med karta. Efter mångårig arkivforskning i Stockholm, Köpenhamn och Lübeck utgav han 1864 första och andra delarna av Kalmar stads och slotts historia, av vilket nio delar utkom 1864–74. Han utgav även bland annat Läroverken såsom bildningsanstalter (1853), Läran om satsers bildning (1856) och Borgholms slotts historia (1877). 
Sylvander var bosatt på Storgatan 64 i Kalmar, i den så kallade Sylvanderska gården, och han har givit namn åt Sylvanderparken mitt emot Kalmar slott. Han var även initiativtagare till Kalmar läns fornminnesförening, som bildades 1871.
Volmar Sylvander gifte sig 1853 med Gustava Petronella Kallenberg (1829-1867) och de fick tre döttrar. Sylvanders farbror var Josua Sylvander.